# Crassicimex
Crassicimex is een geslacht van wantsen uit de familie van de Cimicidae (Bedwantsen). Het geslacht werd voor het eerst wetenschappelijk beschreven door Ferris & Usinger in 1957.

## Soorten
Het genus bevat de volgende soorten:

- Crassicimex apsarae Klein, 1969
- Crassicimex pilosus Ferris & Usinger, 1957
- Crassicimex sexualis Ferris & Usinger, 1957